# Ройтнер, Урсула
Урсула Ройтнер (нем. Ursula Reutner; род. 6 октября 1975, Байройт) — немецкий лингвист и заведующая кафедрой романского языкознания и романской культурологии в Университете Пассау.

## Жизнь
Урсула Ройтнер училась в университете Бамберга и в университете Париж IV Сорбонна. В 2004 году защитила кандидатскую диссертацию на тему «Язык и идентичность» («Sprache und Identität») в Аугсбургском университете, за которую была награждена премией имени Элизе Рихтер Немецкой ассоциации романистов и премией Prix Germaine de Staël ассоциации франкороманистов.
В 2007 году получила учёную степень хабилитированного доктора наук, защитив докторскую диссертацию по теме «Язык и табу» («Sprache und Tabu»). Получала приглашение занять профессуру в университетах Гейдельберга и Падерборна, а в 2018 году получила степень почетного доктора Университета Сальвадора в Буэнос-Айресе. Урсула Ройтнер занималась преподавательской и научно-исследовательской деятельностью в разных университетах Европы, Америки, Африки и Азии.

## Область исследований
Урсула Ройтнер исследует многоязычные общества, языковые табу и влияние цифровой трансформации на язык.

## Награды
- Баварский орден «За заслуги»
- Премия «Пол Харрис»[1] от Ротари Интернешнл (2021)
- Почетный доктор[2] Университета Сальвадора (Буэнос-Айрес) (2018)
- Премия Prix Germaine de Staël[3] ассоциации франкороманистов (2006)
- Премия имени Элизе Рихтер[4] Немецкой ассоциации романистов (2005)

## Публикации (избранное)
- Manuel des francophonies. De Gruyter, Berlin 2017, ISBN 978-3-11-034670-1
- Interkulturelle Kompetenz. Anleitung zum Fremdgehen — Ein Lernparcours. Westermann, Braunschweig 2015, ISBN 978-3-14-162172-3
- Lingüística mediática y traducción audiovisual. Peter Lang, Frankfurt am Main 2015, ISBN 978-3-631-66486-5
- Von der Zeitung zur Twitterdämmerung. LIT, Münster 2014, ISBN 978-3-643-12451-7
- Bienvenue chez les Ch’tis. Reclam, Stuttgart 2013, ISBN 978-3-15-019821-6
- Political Correctness. Peter Lang, Frankfurt 2012, ISBN 978-3-631-62242-1
- Von der digitalen zur interkulturellen Revolution. Nomos, Baden-Baden 2012 ISBN 978-3-8329-7880-8
- Geschichte der italienischen Sprache. Narr, Tübingen 2011, ISBN 978-3-8233-6653-9
- Sprache und Tabu, Interpretationen zu französischen und italienischen Euphemismen. Beihefte zur Zeitschrift für Romanische Philologie, 346. Max Niemeyer, Tübingen 2009, ISBN 978-3-484-52346-3
- 400 Jahre Quebec. Kulturkontakte zwischen Konfrontation und Kooperation. Winter, Heidelberg 2009, ISBN 978-3-8253-5708-5
- Beiträge zur Kreolistik. Buske, Hamburg 2007, ISBN 978-3-87548-478-6
- Sprache und Identität einer postkolonialen Gesellschaft im Zeitalter der Globalisierung. Eine Studie zu den französischen Antillen Guadeloupe und Martinique. Buske, Hamburg 2005, ISBN 3-87548-423-1